# Antônio de Rueda
Antônio Eduardo Gonçalves de Rueda (Recife, 5 de agosto de 1975) mais conhecido como Antonio Rueda ou até mesmo Tony Rueda é um advogado e dirigente partidário brasileiro filiado ao UNIÃO, partido no qual fora eleito presidente nacional em 29 de fevereiro e empossado em 11 de junho de 2024.
Filho de médica brasileira e de engenheiro espanhol, é advogado, tendo bacharel em direito pela Universidade Católica de Pernambuco e especializado em direito tributário pela Fundação Getúlio Vargas. É irmão do ex-deputado federal Fábio Rueda (UNIÃO-AC) e de Maria Emília de Rueda, advogada e dirigente partidária, que atua como tesoureira nacional do União Brasil.

## Atuação partidária

### Pré-candidatura a governador (2006)
Chegou a ser indicado como pré-candidato ao governo de Pernambuco em 2006, como substituto de Rivaldo Soares, que havia tido o registro de candidatura cassado pelo TRE-PE, por decisão da cúpula do PSL após o mesmo ter feito denúncias contra o partido publicamente e não ter apresentado provas que as comprovassem, entretanto Rueda teve seu registro de candidatura negado pelo Tribunal Superior Eleitoral, uma vez que o partido estava envolvido nessa ação ocasionada por Rivaldo.

### Presidência do PSL (2018)
filiado ao Partido Social Liberal desde o ano 2000, Rueda chegou a presidência do partido interinamente por um mês em 2018, em decorrência da forte amizade que mantinha e da necessidade do então presidente e fundador da legenda Luciano Bivar (PSL-PE) se descompatibilizar do cargo para concorrer a um mandato de deputado federal. a ascensão a presidência do PSL também se deu, devido a renúncia de Gustavo Bebianno, braço direito de Bivar após a eleição de Jair Bolsonaro no cargo de presidente da república, em 2018. Após a volta de Bivar, Rueda passou a ser vice-presidente da sigla até a dissolução da sigla em 2022.
É considerado como o principal articulador da aliança que resultou na criação do União Brasil, pela forte relação que possui com o então presidente do Democratas, ACM Neto.

### Presidência do UNIÃO (2024-atualidade)
Em 29 de fevereiro de 2024 foi eleito presidente nacional do UNIÃO, até então comandado por Luciano Bivar, desde a fundação da legenda, vencendo uma disputa interna turbulenta com o então presidente, com quem estava afastado e que buscava a reeleição.

#### Afastamento de Luciano Bivar
O afastamento de Bivar e Rueda se deu após o então presidente da sigla ter agredido verbalmente aos gritos o então secretário-geral do partido, ACM Neto durante uma convenção, pelo mesmo não ter concordado com a aproximação do UNIÃO com o governo Lula. Neto, sendo aliado de Rueda, cujo fruto da aliança resultou na fundação do UNIÃO, era o então ex-presidente do Democratas, antes da fusão com o PSL.
O ato de Bivar contra ACM gerou indignação nos demais líderes do partido que já não estavam mais satisfeitos com sua condução do partido, que por sua vez, junto à Rueda decidiram antecipar a a troca no comando do partido, o que gerou revolta em Luciano Bivar.
Durante a convenção que decidiria o novo presidente do UNIÃO, em 20 de novembro de 2023, Bivar convocou jornalistas para uma coletiva de imprensa, com a finalidade de denegrir a imagem de Antônio de Rueda, intitulando-o como "Covarde" além de insinuar ter "graves denúncias" sobre o mesmo, não apresentando nenhuma prova concreta aos jornalistas. O deputado federal Elmar Nascimento (UNIÃO-BA), líder do partido na Câmara chegou a anunciar a cerca de 20 pessoas no evento de que Bivar teria intimidado Rueda com uma possível ameaça de morte. O parlamentar baiano relatou ter ouvido uma gravação dos dois então dirigentes onde Luciano Bivar repetia diversas vezes "saber onde ele [Rueda] morava", além de citar a rotina da família dele.

##### Incêndio em Casa de Praia
A Procuradoria-Geral da República fez uma solicitação de permissão ao Supremo Tribunal Federal para investigar as "supostas" ameaças feitas pelo deputado federal Luciano Bivar ao presidente do União Brasil. Rueda, que anteriormente já havia protocolado na suprema corte uma petição que pede a investigação de Bivar, após sua casa de praia juntamente com a de sua irmã (então tesoureira do UNIÃO), no interior de Pernambuco, terem sido vítimas de um grave incêndio até então sem explicações. A Polícia Científica do Estado de Pernambuco juntamente com a Polícia Civil garantiram que a procedência do incêndio foi criminoso, uma vez que as duas casas, ambas lado a lado, foram incendiadas ao mesmo tempo.

#### Fundação da União Progressista
Em 29 de abril de 2025, Rueda anunciou ao lado do presidente do Progressistas, Ciro Nogueira, a criação da federação partidária União Progressista, composta pelos dois partidos. Consolidando a maior bancada partidária do Congresso Nacional, a cerimônia de anúncio ocorreu no salão nobre da Câmara dos Deputados e contou com a participação de várias personalidades políticas dos dois partidos e de outros partidos também, como o atual presidente da casa, Deputado Hugo Motta (Republicanos-PB).